# Вышгородский детинец
Вышгородский детинец — укреплённая центральная часть древнерусского Вышгорода в Киевском княжестве. Город выполнял функции оборонного форпоста Киева на северном направлении, а также являлся великокняжеской резиденцией. Кроме киевских князей, здесь находились их подручники — удельные князья вышгородские.

## Расположение и построение
Городище средневекового Вышгорода, впервые упомянутого в летописи в 946 году как град княгини Ольги, занимает мыс обрывистого правого берега Днепра и состоит из детинца площадью 7,5 га и окольного города площадью 6 га, примыкавшего к детинцу с юга. Вокруг них располагались неукреплённые селища-посады. До сегодняшнего дня сохранились остатки мощных земляных валов и рвов, окружавших центральную часть поселения. Высота валов, в ходе сооружения которых применялись деревянные срубы и которые сохранились с западной и юго-западной стороны, составляет до 10 м. С южной стороны детинец окружал ров, с востока город защищали обрывистые склоны террасы, а с севера — овраги. Обособленным местом был южный отрог террасы площадью 2,5 га, известный под названием Ольжина гора. С трёх сторон она окружена оврагами и только с запада соединена узким перешейком с основным плато.
После крещения Руси в центре Вышгородского детинца была построена деревянная церковь Василия в честь патрона Владимира Святославича. Возле неё по словам летописи были похоронены убитые сыновья Владимира Борис и Глеб. После пожара на её месте были построены ещё два деревянных храма, а рядом к 1115 году была построена каменная Борисоглебская церковь. Эта восьмистолпная трёхнефная церковь была одной из крупнейших на Руси. До Батыева нашествия в ней хранились останки первых русских святых.

## Археологические исследования

Раскопки Ф. А. Козубовского и Ф. Н. Молчановского. 1930-е годы

Детинец Вышгорода неоднократно исследовался археологами. В советское время изучением древнего города занимались Ф. А. Козубовский, Ф. Н. Молчановский, Л. А. Голубева, А. Д. Маневский, С. А. Тараканова, В. И. Довженок, М. К. Каргер, Б. А. Рыбаков, П. А. Раппопорт. Раскопками обнаружены наземные и полуземляночные жилища, производственные (железоплавильные, гончарные, ювелирные) комплексы, многочисленные вещевые находки X—XIII веков, в том числе несколько свинцовых вислых печатей. Исследованы оборонительные сооружения и остатки храма.

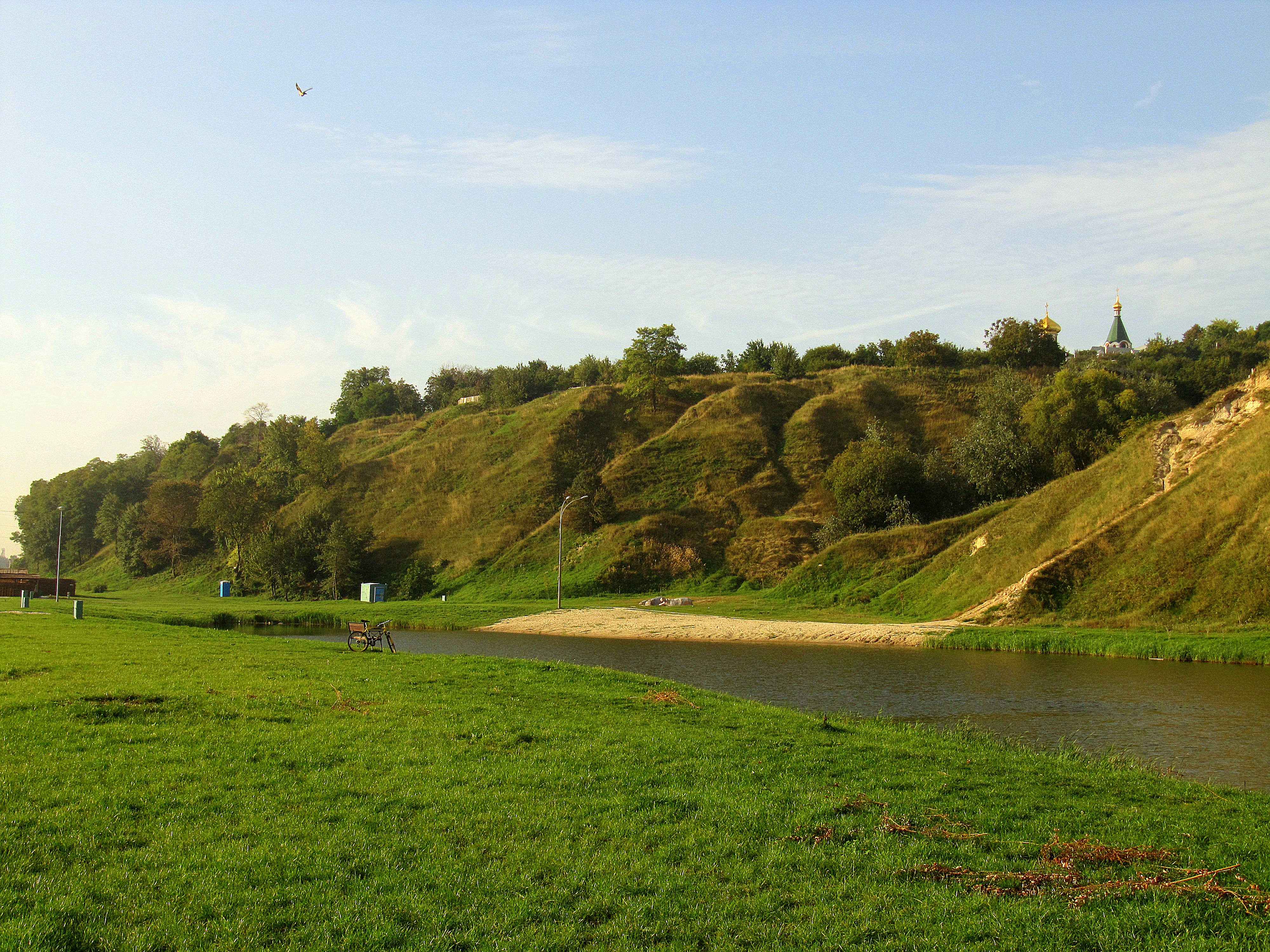
Обрывистый мыс, на котором находился Вышгородский детинец
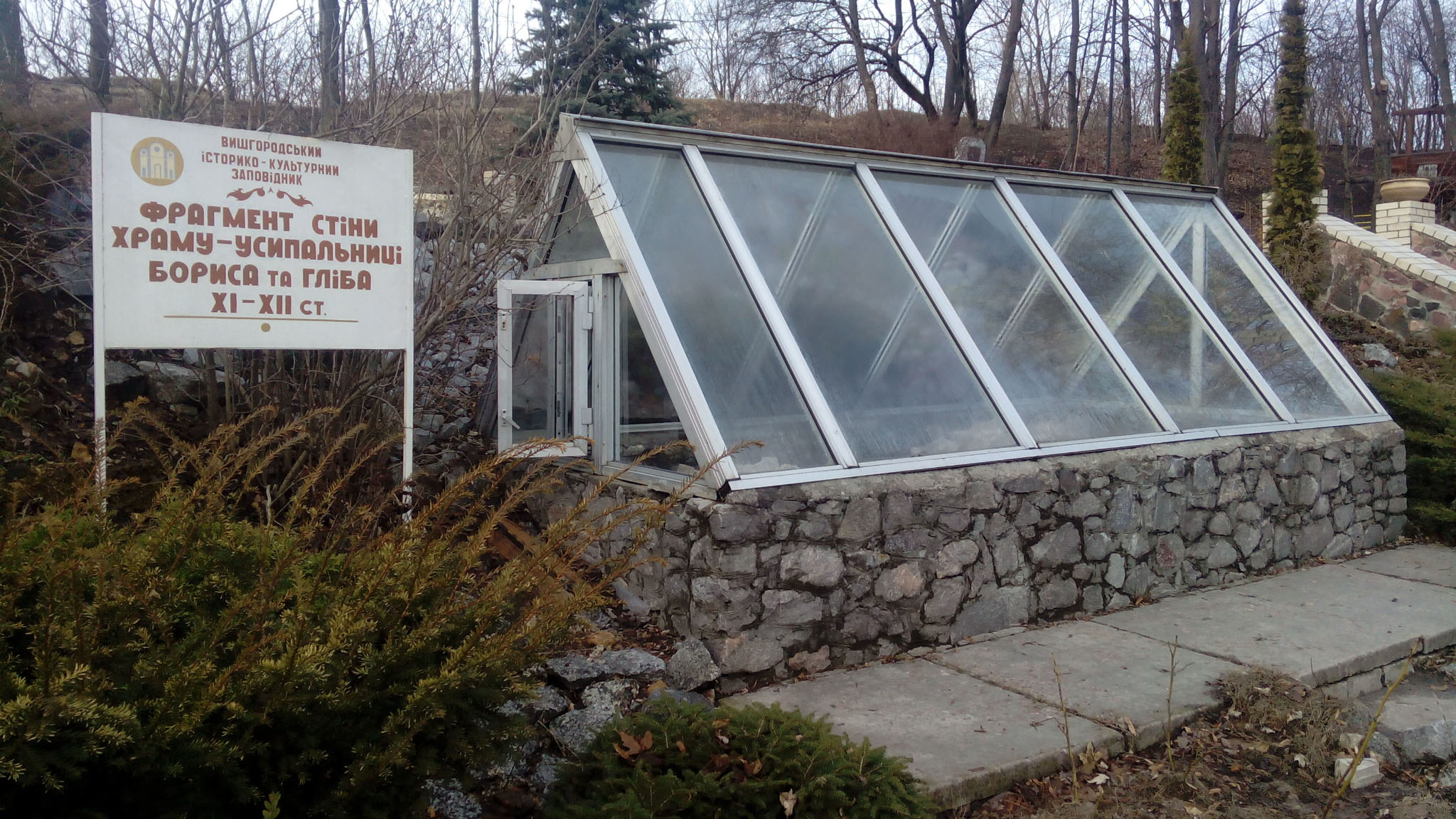
Остатки фундамента Борисоглебской церкви
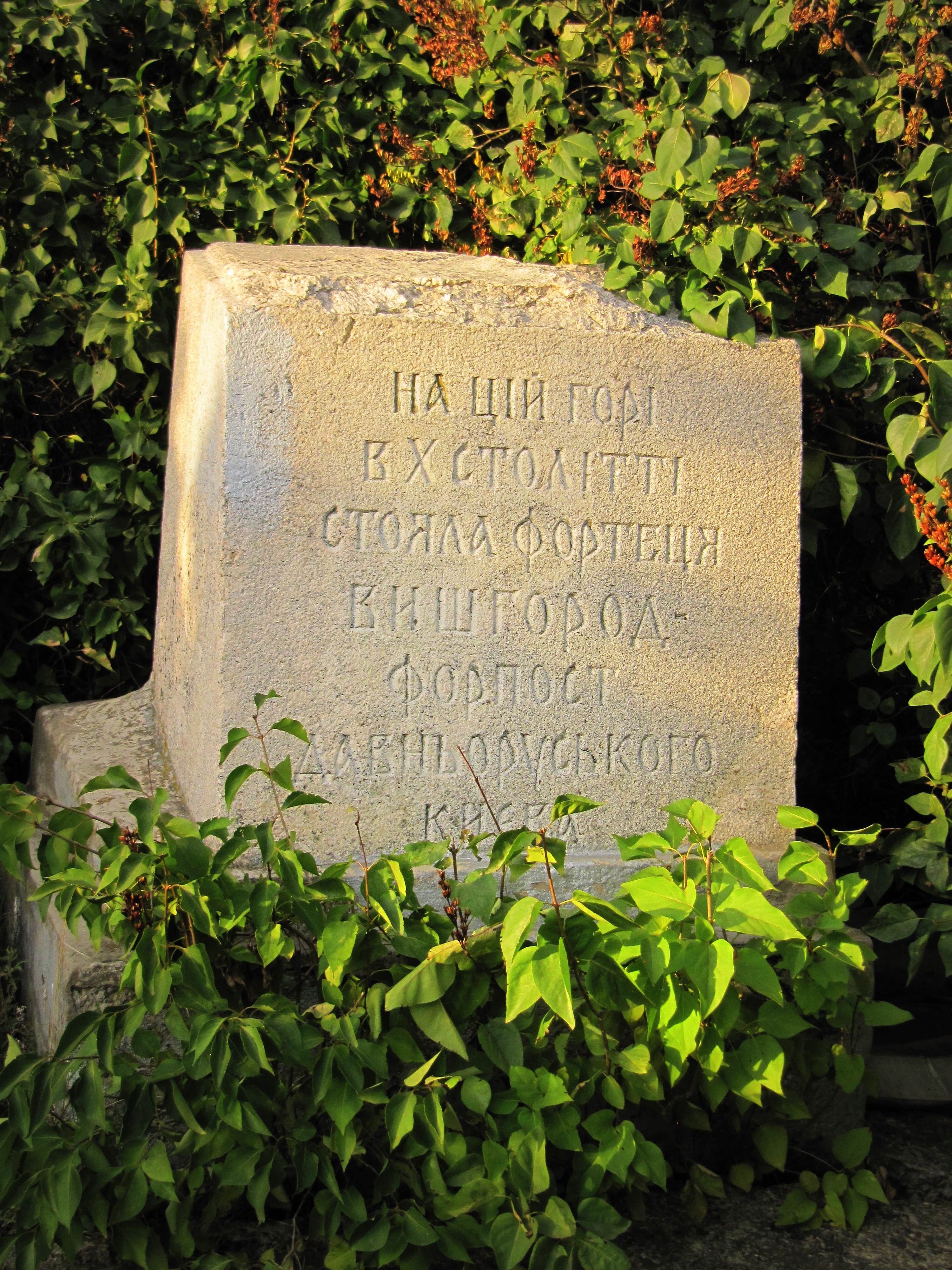
Памятный знак на месте детинца